# Australian Championships 1951
Turniej tenisowy Australian Championships, dziś znany jako wielkoszlemowy Australian Open, rozegrano w 1951 roku w Sydney w dniach 20–31 stycznia.

## Zwycięzcy

### Gra pojedyncza mężczyzn
- Dick Savitt (USA) – Ken McGregor (AUS) 6:3, 2:6, 6:3, 6:1[1]

### Gra pojedyncza kobiet
- Nancye Wynne Bolton (AUS) – Thelma Coyne Long (AUS) 6:1, 7:5[2]

### Gra podwójna mężczyzn
- Ken McGregor (AUS)/Frank Sedgman (AUS) – John Bromwich (AUS)/Adrian Quist (AUS) 11:9, 2:6, 6:3, 4:6, 6:3[3]

### Gra podwójna kobiet
- Thelma Coyne Long (AUS)/Nancye Wynne Bolton (AUS) – Joyce Fitch (AUS)/Mary Bevis Hawton (AUS) 6:2, 6:1[4]

### Gra mieszana
- Thelma Coyne Long (AUS)/George Worthington (AUS) – Clare Proctor (AUS)/Jack May (AUS) 6:4, 3:6, 6:2[5]